# Stictolissonota foveata
Stictolissonota foveata är en stekelart som beskrevs av Cameron 1907. Stictolissonota foveata ingår i släktet Stictolissonota och familjen brokparasitsteklar. Inga underarter finns listade i Catalogue of Life.